# Пальмер-Штоль, Джулия
Джу́лия Па́льмер-Штоль (нем. Julia Palmer-Stoll; 15 января 1984, Мюнхен, Германия — 9 июня 2005, Мурнау-ам-Штаффельзее, Бавария, Германия) — немецкая актриса

.

## Биография
Джулия Пальмер-Штоль родилась 15 января 1984 года в Мюнхене (Германия), а детство провела в Испании. Дочь актрисы Алисы Пальмер (род. 1963) и бывшего мюнхенского сценариста Клауса-Дитера Штоля.
В 1993 году дебютировала на экране. В 2004—2005 годы появлялась в роли Симоны в популярном немецком телесериале «Мариенхоф». Роль сделала её знаменитой.
Джулия Пальмер-Штоль скончалась в возрасте 21 года 9 июня 2005 года от тяжёлых травм, полученных предыдущим вечером в автокатастрофе. Она пыталась спасти ежа и попала под автомобиль, который протащил её по улице больше 30 метров. От полученных травм она скончалась в больнице.